# Olopa
Olopa är en kommunhuvudort i Guatemala.   Den ligger i departementet Departamento de Chiquimula, i den sydöstra delen av landet, 120 km öster om huvudstaden Guatemala City. Olopa ligger 1 184 meter över havet och antalet invånare är 1 690.
Terrängen runt Olopa är huvudsakligen kuperad, men åt sydväst är den bergig. Terrängen runt Olopa sluttar österut. Runt Olopa är det ganska tätbefolkat, med 108 invånare per kvadratkilometer. Närmaste större samhälle är Esquipulas, 12,9 km söder om Olopa. I omgivningarna runt Olopa växer i huvudsak städsegrön lövskog.